# الجمعية السعودية للعلوم الإحصائية
الجمعية السعودية للعلوم الإحصائية هي جمعية علمية سعودية تابعة لجامعة الملك خالد بمنطقة عسير، تأسست عام 1425هـ، تسعى الجمعية وضمن اختصاصاتها إلى المشاركة في تنمية وتطور المجتمع السعودي، وحل مشاكله وقضاياه، وتسعى الجمعية محليا وعالميا إلى تهيئة سبل التواصل بين المتخصصين والمهتمين والعاملين في مجالات العلوم الإحصائية وتطبيقاتها، وذلك من خلال عقد وتنظيم الندوات والمؤتمرات واللقاءات العلمية في مجال العلوم الإحصائية وتطبيقاتها.
وفي مجال بناء التقنيات والبرمجيات واللغات الحاسوبية الإحصائية وكذلك في مجال طرق تدريس وتعليم العلوم الإحصائية وتقوم الجمعية بتقديم الاستشارات والدراسات العلمية والتطبيقية للقطاعات العامة والخاصة كما تسعى إلى دعم وتعزيز التعاون بين الباحثين في مجالات العلوم الإحصائية المختلفة داخل المملكة وخارجها.

## الرؤیة
أن تكون الجمعية مصدراً للخبرة العملية والمھنیة محلیاً وإقلیمياً في تقدیم أفضل البرامج والدراسات والدورات في مجالھا بحلول 2030م.

## الرسالة
تسعى الجمعیة إلى إحداث تطور ملموس في مجال علم الإحصاء والبیانات على مستوى الجامعات والقطاعات المحلیة لتحقیق الأثر الإيجابي في تطویر أداء المنظمات.

## أهدافها
- تسهيل التواصل بين المختصين والمهتمين والعاملين في مجال العلوم الإحصائية وتطبيقاتها.
- بناء التقنيات والبرمجيات واللغات الحاسوبية الإحصائية.
- التشجيع والحث على دراسة وتعليم العلوم الإحصائية.
- تقديم الاستشارات والدراسات العلمية والتطبيقية للقطاعات العامة والخاصة.
- دعم التعاون بين الباحثين في مجالات العلوم الإحصائية داخل المملكة وخارجها.[6]

## نشاطاتها
- التعريف بتخصص الإحصاء، وإثراء المعلومات حوله، وتبسيطه لعامة الناس.
- تشجيع الباحثين ودعم البحوث العلمية المتخصصة في مجال العلوم الإحصائية ونشر نتائجها، وتبادلها مع الهيئات العلمية.
- تقديم الاستشارات للجهات المتعلقة بالعلوم الإحصائية في المملكة.
- رفع مستوى مناهج العلوم الإحصائية في الجامعات.
- العمل على تدريس العلوم الإحصائية في مراحل التعليم العام.
- تأليف وترجمة الكتب العلمية في مجال الإحصاء وما يتصل بها من مجالات أخرى، إضافة إلى إجراء الدراسات العلمية لتطوير جوانب الممارسة التطبيقية.[7]
- عقد الندوات والحلقات الدراسية والدورات التي تتصل بمجالات الإحصاء، بهدف تقوية الروابط بين الباحثين والعاملين في هذا المجال، إضافة للمشاركة في المعارض العلمية والدولية.
- إصدار مجلة علمية تُنشر فيها بحوث في مجال العلوم الإحصائية بجميع فروعها، إضافة إلى المشاركة في المعارض العلمية والدولية، وإعداد رسالة دورية عن نشاطات الجمعية.
- دعوة العلماء والمفكرين للمشاركة في نشاطات الجمعية، وتنظيم رحلات علمية لأعضائها، وإقامة مسابقات علمية في مجال اختصاصها.[8]

## القيم
1. الشفافیة: تلتزم الجمعیة بالوضوح في التعامل مع كافة المسؤولین والمستفیدین، بما یحقق العدالة ویعزز الثقة والمصداقیة والمساءلة.
2. الجودة: تلتز الجمعیة بمعاییر جودة الأداء المحلیة والعالمیة في ممارساتھا الإداري والمالي والأكادیمي والبحثي.
3. المصداقیة: تلتزم الجمعیة بالقیم الإسلامیة والمبادئ الأخلاقیة وتسعى لإنجاز أعمالھا على أكمل وجه.
4. المسئولیة: تلتزم الجمعیة بالمسؤولیات الموكلة إلیھا من قبل الجامعة والأعضاء العاملین والمجتمع.
5. المساواة: تلتزم الجمعیة بأن ما یتم تقدیمه من خدمات یستفید منه جمیع القطاعات على مستوى المملكة دون تقصیر أو اھمال.[9]